# بورليريا تشيلنسيس
بورليريا تشيلنسيس (Porlieria chilensis) هو نبات يتواجد في أمريكا الجنوبية. وتُعتبر جميع الأنواع المُنتمية لجنس هذا النبات (بورليريا) من الأشجار الصغيرة أو الشجيرات المتواجدة في القارة الأمريكية الجنوبية. لذلك فإن هذا النبات يتوفر بكثرة في منطقة الغابات القاحلة في وسط تشيلي، وهذا جنباً إلى جنب مع نخلة تشيلي، التي تُعتبر مهددة بالانقراض.